# Rafał Mikusiński
Rafał Andrzej Mikusiński (ur. 8 września 1971 w Warszawie) – polski menedżer i urzędnik państwowy, w latach 2019–2023 zastępca przewodniczącego Komisji Nadzoru Finansowego.

## Życiorys
Absolwent Wydziału Organizacji i Zarządzania Uniwersytetu Warszawskiego (1999). Uzyskał licencję maklera papierów wartościowych, ukończył kursy z doradztwa inwestycyjnego, analizy papierów wartościowych oraz przygotowujący do egzaminu na Chartered Financial Analyst. Od 1991 pracował nad rynkiem kapitałowym, pracował w biurze maklerskim, jako specjalista ds. inwestycji własnych oraz portfeli ubezpieczeniowych. Od 1999 związany był Amplico PTE, gdzie obejmował stanowiska dyrektora działu inwestycji, członka i prezesa zarządu (po przekształceniu w Amplico MetLife, a następnie MetLife). Następnie w ramach grupy MetLife odpowiadał za inwestycje w Polsce i Europie Środkowo-Wschodniej, zasiadał także w radach nadzorczych powiązanych z nią spółek.
11 marca 2019 został powołany przez premiera Mateusza Morawieckiego na stanowisko zastępcy przewodniczącego Komisji Nadzoru Finansowego (w miejsce Marcina Pachuckiego). 7 grudnia 2023 został odwołany z tego stanowiska.